# Rodrigo y Gabriela
Rodrigo y Gabriela – meksykański duet gitarowy. Tworzą go Rodrigo Sánchez oraz Gabriela Quintero.

## Historia
Muzycy poznali się w mieście Meksyk, grając w thrashmetalowym zespole „Tierra Ácida”. Zniechęceni ograniczonym zasięgiem tamtejszego rynku muzycznego, osiedlili się w Dublinie. Zwrot w ich karierze nastąpił, kiedy Damien Rice zaproponował im udział w irlandzkim festiwalu Oxegen.
Duet 20 stycznia 2011 r. poinformował, że wraz z Hansem Zimmerem pracują nad ścieżką dźwiękową do filmu Piraci z Karaibów: Na nieznanych wodach. 22 lutego ogłoszono, że ścieżka dźwiękowa zostanie wydana 17 maja, trzy dni przed premierą filmu.

## Technika gry i inspiracje
Rodrigo y Gabriela grają głównie szybkie, rytmiczne utwory na dwie gitary klasyczne lub 2 gitary akustyczne. Są to zarówno kompozycje własne, jak i covery znanych utworów, takich jak Stairway to Heaven czy Orion. Wśród swoich inspiracji artystycznych wymieniają Metallikę, Megadeth, Slayer, Testament i Overkill. Grają na gitarach wykonanych przez Franka Tate’a.

## Dyskografia
Albumy studyjne
| Foc                         | - Data: 2001 - Wydawca: wydanie własne          | –  | –  | –  | –  | –  | –  | –  |                   |
| re-Foc                      | - Data: 2002 - Wydawca: Rubyworks Records       | –  | –  | –  | –  | –  | –  | –  |                   |
| Rodrigo y Gabriela          | - Data: 19 lutego 2006 - Wydawca: ATO Records   | 70 | 90 | 98 | 53 | –  | –  | –  |                   |
| 11:11                       | - Data: 8 września 2009 - Wydawca: ATO Records  | 20 | 55 | 34 | 46 | –  | 12 | 27 | - USA: 50 tys.+   |
| Area 52 (oraz C.U.B.A.)     | - Data: 24 stycznia 2012 - Wydawca: ATO Records | 59 | 74 | 63 | 50 | 72 | 29 | 86 | - USA: 10,4 tys.+ |
| 9 Dead Alive                | - Data: 29 kwietnia 2014 - Wydawca: ATO Records | 42 | 73 | 22 | 39 | –  | 39 | 49 | - USA: 19,9 tys.+ |
| „–” album nie był notowany. |                                                 |    |    |    |    |    |    |    |                   |

Albumy koncertowe
| Live In Manchester and Dublin | - Data: 27 września 2004 - Wydawca: Rubyworks Records | –  | –  | –   | –   | –  |
| Live in Japan                 | - Data: 28 października 2008 - Wydawca: ATO Records   | 99 | –  | 192 | 153 | –  |
| Live in France                | - Data: 19 lipca 2011 - Wydawca: ATO Records          | 70 | 65 | –   | –   | 96 |
| „–” album nie był notowany.   |                                                       |    |    |     |     |    |

Ścieżki dźwiękowe
| Pirates of the Caribbean – On Stranger Tides (Music by Hans Zimmer featuring Rodrigo y Gabriela)    | - Data: 17 maja 2011 - Wydawca: Walt Disney Records | 70 | 20 | 45 | 82 | 76 | 43 | 62 |
| Puss in Boots (Music From the Motion Picture) (Music by Henry Jackman featuring Rodrigo y Gabriela) | - Data: 21 listopada 2011 - Wydawca: Sony Music     | –  | –  | –  | –  | –  | –  | –  |
| „–” album nie był notowany.                                                                         |                                                     |    |    |    |    |    |    |    |